# إيزابيل جي ماهي
إيزابيل جي ماهي (بالإنجليزية: Isabel Ge Mahe)‏ هي سيدة أعمال صينية من مواليد 1973، تعمل حاليًا في شركة أبل. وتشغل منصب نائب رئيس الشركة.

## الحياة المبكرة والتعليم
وُلدت إيزابيل في مدينة شنيانغ بمقاطعة لياونينغ في الصين عام 1973. حصلت على درجة البكالوريوس في العلوم التطبيقية عام 1997، ثم درجة الماجستير في الهندسة عام 2000، وكلاهما في هندسة الكهرباء من جامعة سايمون فريزر في كولومبيا البريطانية. كما نالت درجة الماجستير في إدارة الأعمال من جامعة كاليفورنيا، في الولايات المتحدة عام 2008.

## المسيرة المهنية
شغلت منصب نائبة رئيس هندسة البرمجيات اللاسلكية في شركة بالم قبل انضمامها إلى شركة آبل. التحقت بشركة آبل عام 2008 في منصب نائبة رئيس قسم التقنيات اللاسلكية، ثم تولت منصب المديرة العامة لمنطقة الصين الكبرى في آبل في مايو 2017.
احتلت المرتبة الثانية عشرة في قائمة مجلة فورتشن لأقوى النساء عالميًا لعام 2017، ثم جاءت في المرتبة 77 على القائمة ذاتها عام 2023.